# Polygonia watsoni
Polygonia watsoni är en fjärilsart som beskrevs av Hall 1924. Polygonia watsoni ingår i släktet Polygonia och familjen praktfjärilar. Inga underarter finns listade i Catalogue of Life.